# 清沢テレビ中継局
清沢テレビ中継局（きよさわテレビちゅうけいきょく）は、静岡県静岡市葵区に置かれているテレビ放送の中継局。

## 所在地
- 静岡市葵区（大峯山）[1][2][3]

## 中継局概要

### デジタルテレビ放送
| リモコン 番号 | 放送局名            | チャンネル 番号 | 空中線 電力 | ERP  | 偏波面   | 放送対象地域 | 放送区域 内世帯数 | 運用開始日    |
| ------------- | ------------------- | --------------- | ----------- | ---- | -------- | ------------ | ----------------- | ------------- |
| 1             | NHK静岡 総合        | 52              | 1W          | 2.5W | 水平偏波 | 静岡県       | 約490世帯         | 2009年6月22日 |
| 2             | NHK静岡 教育        | 45              | 1W          | 2.5W | 水平偏波 | 全国         | 約490世帯         | 2009年6月22日 |
| 4             | SDT 静岡第一テレビ  | 25              | 1W          | 2.3W | 水平偏波 | 静岡県       | 約490世帯         | 2009年6月22日 |
| 5             | SATV 静岡朝日テレビ | 23              | 1W          | 2.3W | 水平偏波 | 静岡県       | 約490世帯         | 2009年6月22日 |
| 6             | SBS 静岡放送        | 21              | 1W          | 2.3W | 水平偏波 | 静岡県       | 約490世帯         | 2009年6月22日 |
| 8             | SUT テレビ静岡      | 22              | 1W          | 2.3W | 水平偏波 | 静岡県       | 約490世帯         | 2009年6月22日 |

#### 放送エリア
- 静岡市葵区の一部[2][3]

#### 歴史
- 2009年
  - 5月8日 - 予備免許交付
  - 5月11日 - 試験放送開始
  - 6月18日 - 本免許交付[3]
  - 6月22日 - 本放送開始[1]

### アナログテレビ放送
| チャンネル 番号 | 放送局名            | 空中線 電力       | ERP                | 偏波面   | 放送対象地域 | 放送区域 内世帯数 | 運用開始日    | 放送終了日    |
| --------------- | ------------------- | ----------------- | ------------------ | -------- | ------------ | ----------------- | ------------- | ------------- |
| 1               | NHK静岡 総合        | 映像10W/ 音声2.5W | 映像9.8W/ 音声2.4W | 水平偏波 | 静岡県       | 約-世帯           | 1968年9月28日 | 2011年7月24日 |
| 3               | NHK静岡 教育        | 映像10W/ 音声2.5W | 映像9.8W/ 音声2.4W | 水平偏波 | 全国         | 約-世帯           | 1968年9月28日 | 2011年7月24日 |
| 37              | SATV 静岡朝日テレビ | 映像10W/ 音声2.5W | 映像23W/ 音声5.9W  | 水平偏波 | 静岡県       | 約-世帯           | 1985年8月1日  | 2011年7月24日 |
| 39              | SUT テレビ静岡      | 映像10W/ 音声2.5W | 映像23W/ 音声5.9W  | 水平偏波 | 静岡県       | 約-世帯           | 1985年8月1日  | 2011年7月24日 |
| 41              | SBS 静岡放送        | 映像10W/ 音声2.5W | 映像23W/ 音声5.9W  | 水平偏波 | 静岡県       | 約-世帯           | 1985年8月1日  | 2011年7月24日 |
| 47              | SDT 静岡第一テレビ  | 映像10W/ 音声2.5W | 映像23W/ 音声5.9W  | 水平偏波 | 静岡県       | 約-世帯           | 1985年8月1日  | 2011年7月24日 |

- 全局2011年7月24日の正午をもって放送終了。